# Apache Accumulo
Apache Accumulo е сортирано, ключ / стойност хранилище базирано на Google BigTable дизайн. Това е система, построена на върха на Apache Hadoop, Apache Zookeeper, Apache Thrift. Написан на Java, Accumulo има клетъчно ниво на достъп до етикети и server-side програмни механизми.
Accumulo е създаден през 2008 г. от Агенция за национална сигурност и допринася на Apache Foundation като проект инкубатор през септември 2011 година. На 21 март 2012 г., Accumulo завършва инкубацията на Apache, правейки го проект от високо ниво.